# کیلچا
کیلچا (به لهستانی:  Kielcza) یک روستا در لهستان است که در گمینا زاوازکیه واقع شده‌است.
 کیلچا  ۲٬۰۰۰ نفر جمعیت دارد و ۲۲۰ متر بالاتر از سطح دریا واقع شده‌است.